# Амстердамський ботанічний сад
Амстердамський ботанічний сад або Ортус Ботанікус (Hortus Botanicus від лат. «ботанічна місцина») — ботанічний сад у столиці Нідерландів місті Амстердамі, один з найстаріших у світі, значна туристична атракція. У саду зростають близько 6 000 рослин.
Розташований у престижному районі Плантаге (Plantage). Є членом Міжнародної ради ботанічних садів з охорони рослин (BGCI).
Ботанічний сад Амстердама є власністю муніципального університету. З його екзотичними квітами, деревами і рослинами він походить з часів «трав'яних монастирських садів». Перший у місті сад Vlooienburg, де були зібрані 2 000 місцевих видів дерев, рослин, трав і чагарників з'явився вже в 1554 році з публікацією книги про рослини, в якій давався опис не лише власне рослин, але й їхніх цілющих властивостей. Власне Амстердамський ботанічний сад був заснований у 1638 році. Він постійно переміщувався і збільшувався у розмірах, і зрештою в 1877 році перейшов у власність Амстердамського університету. Другий міський універистет — Амстердамський вільний також утримує власний ботанічний сад. Оранжерея саду датується 1875 роком, а Пальмовий дім і лабораторія Гуго де Фріза, створені в амстердамській школі експресіоністської архітектури, датуються 1912 і 1915 роками. У 1987 році сад ледь не збанкрутував, коли Амстердамський університет перестав оплачувати його витрати, але спільнота окремих прихильників завадила його закриттю. Ботанічний сад тепер підтримується міською радою Амстердама.

## Галерея

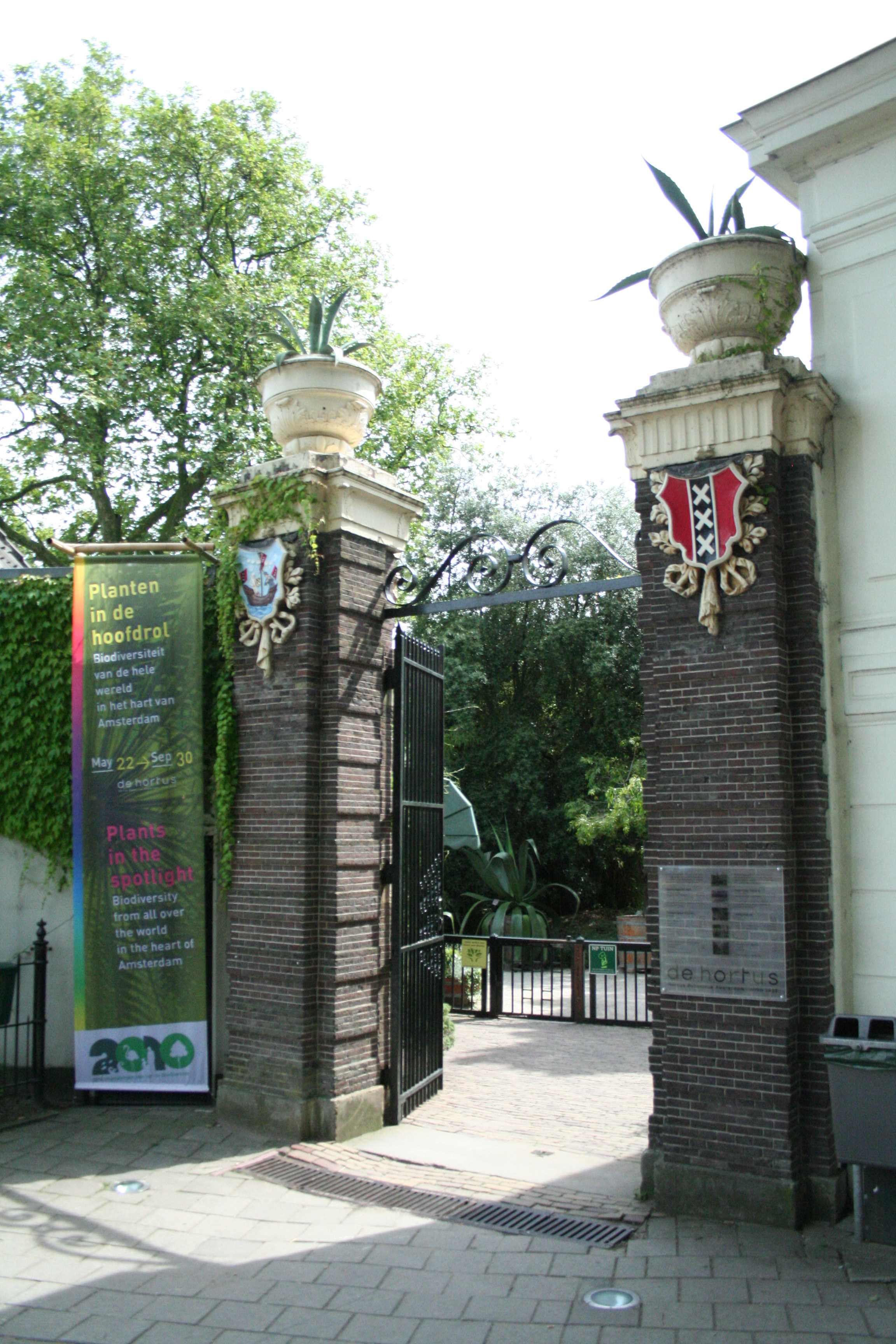
Вхід у ботанічний сад
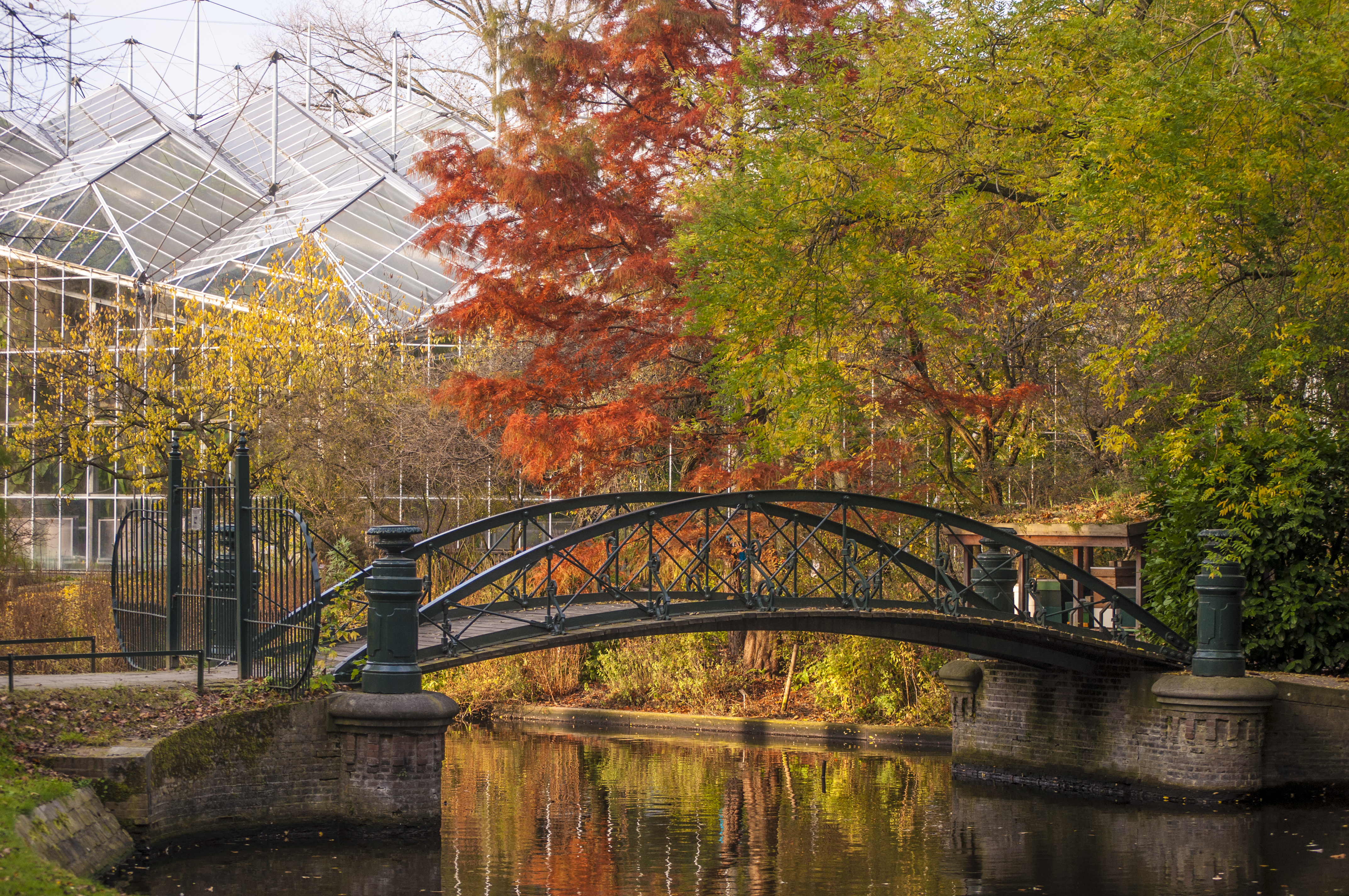
У ботанічному саду
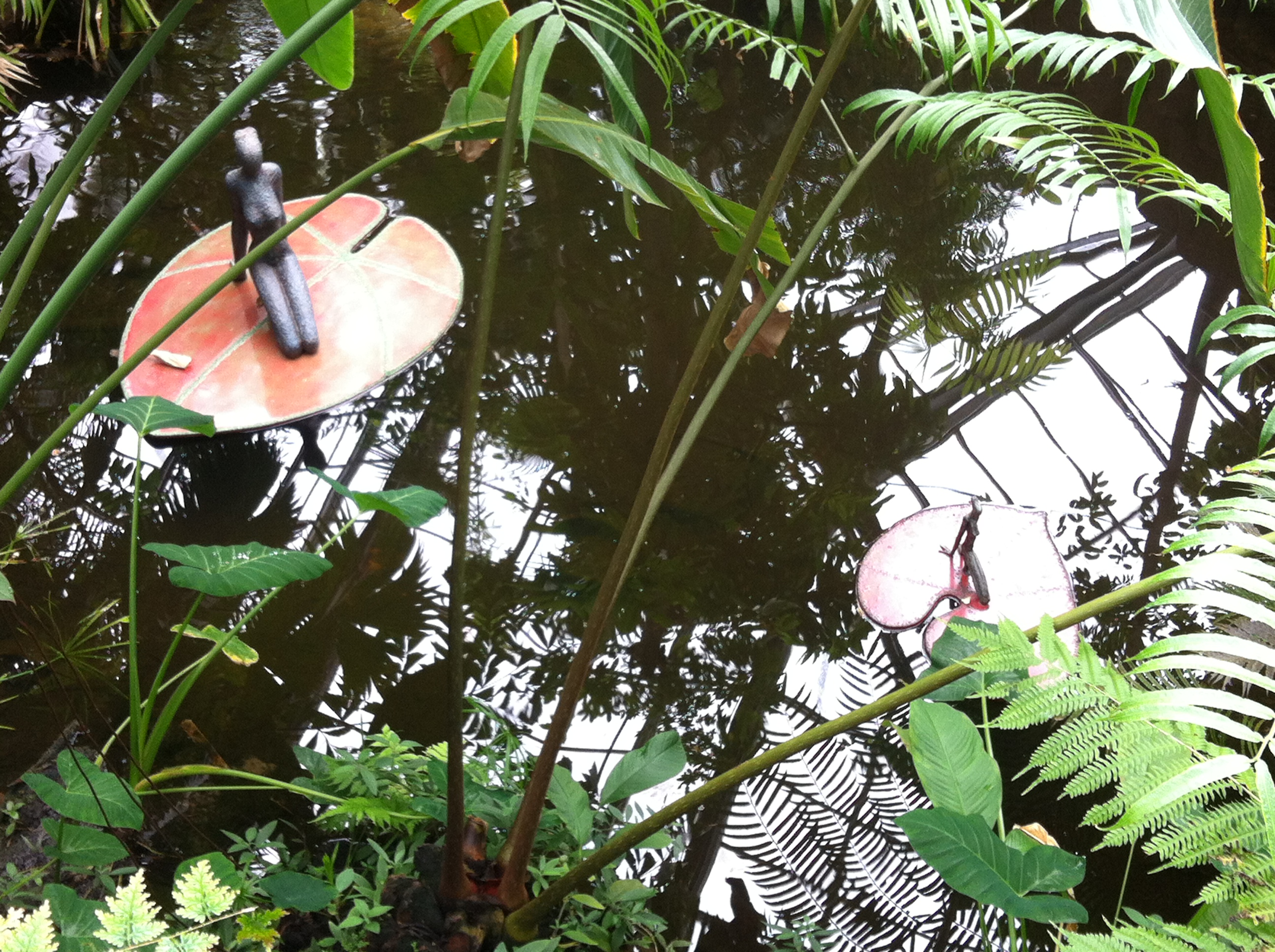
Русалки
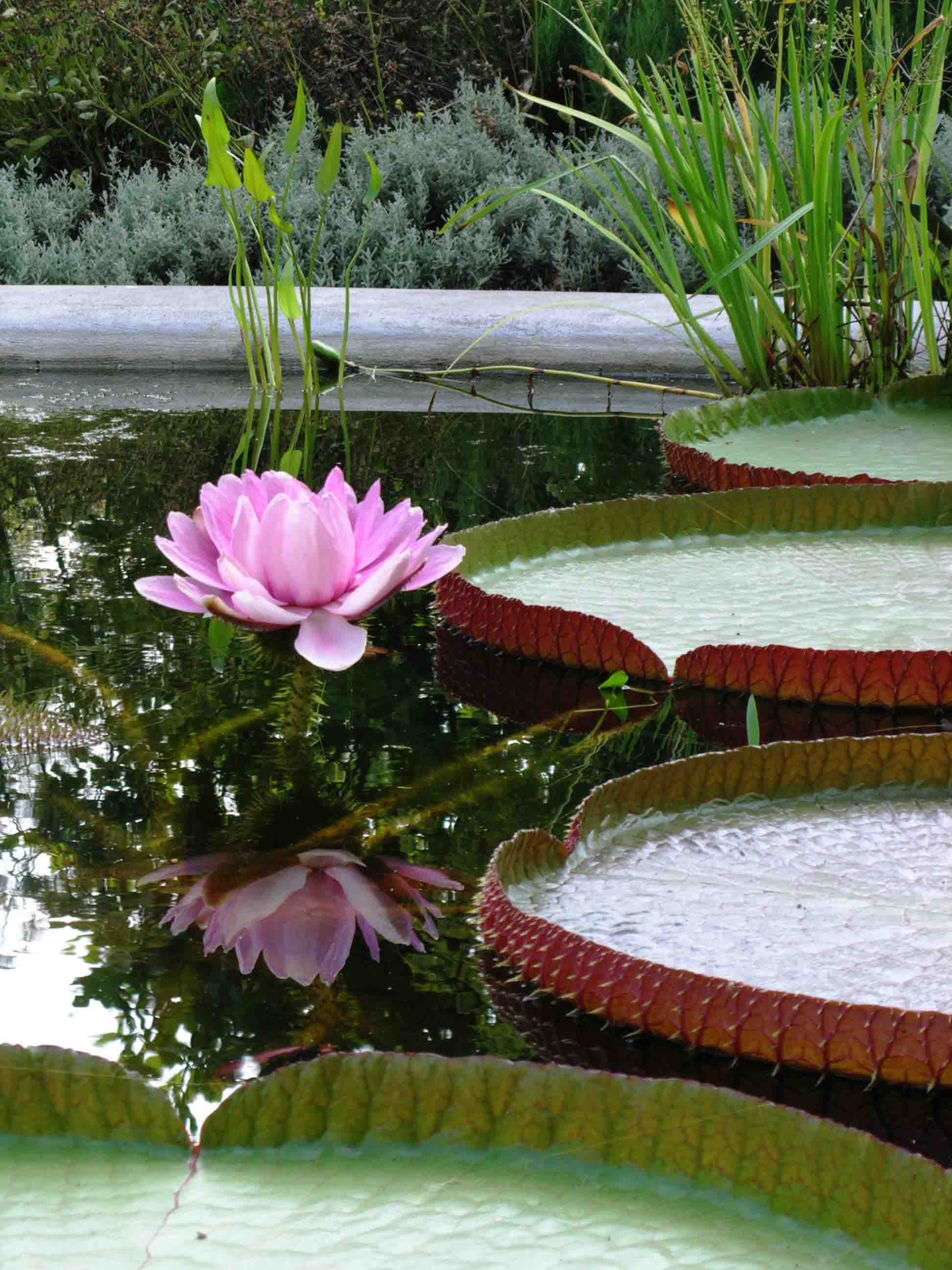
Victoria amazonica
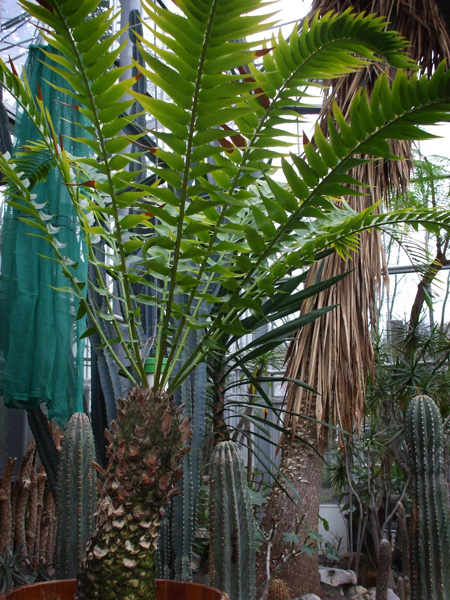
Encephalartos Woodii
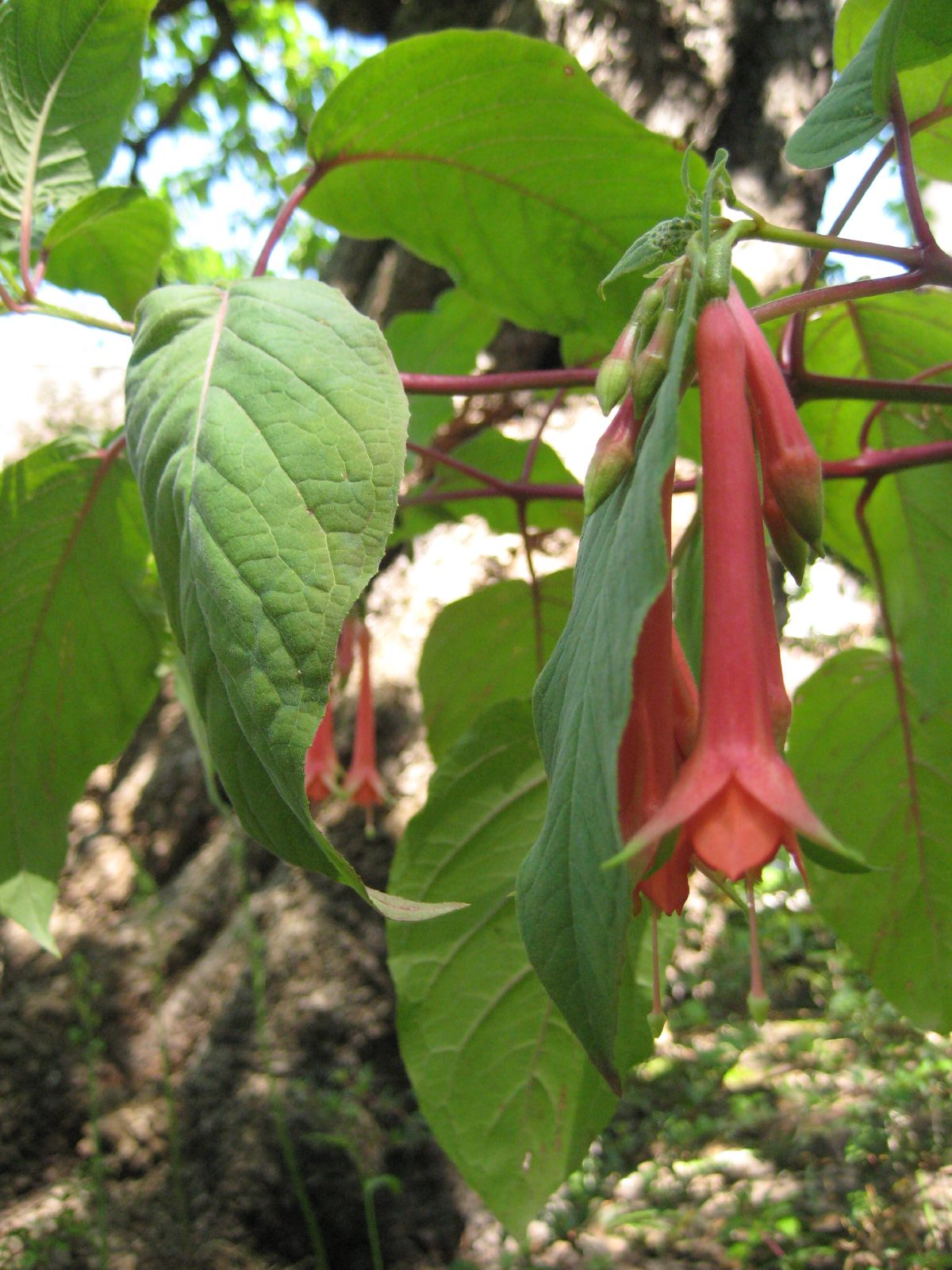
Fuchsia fulgens
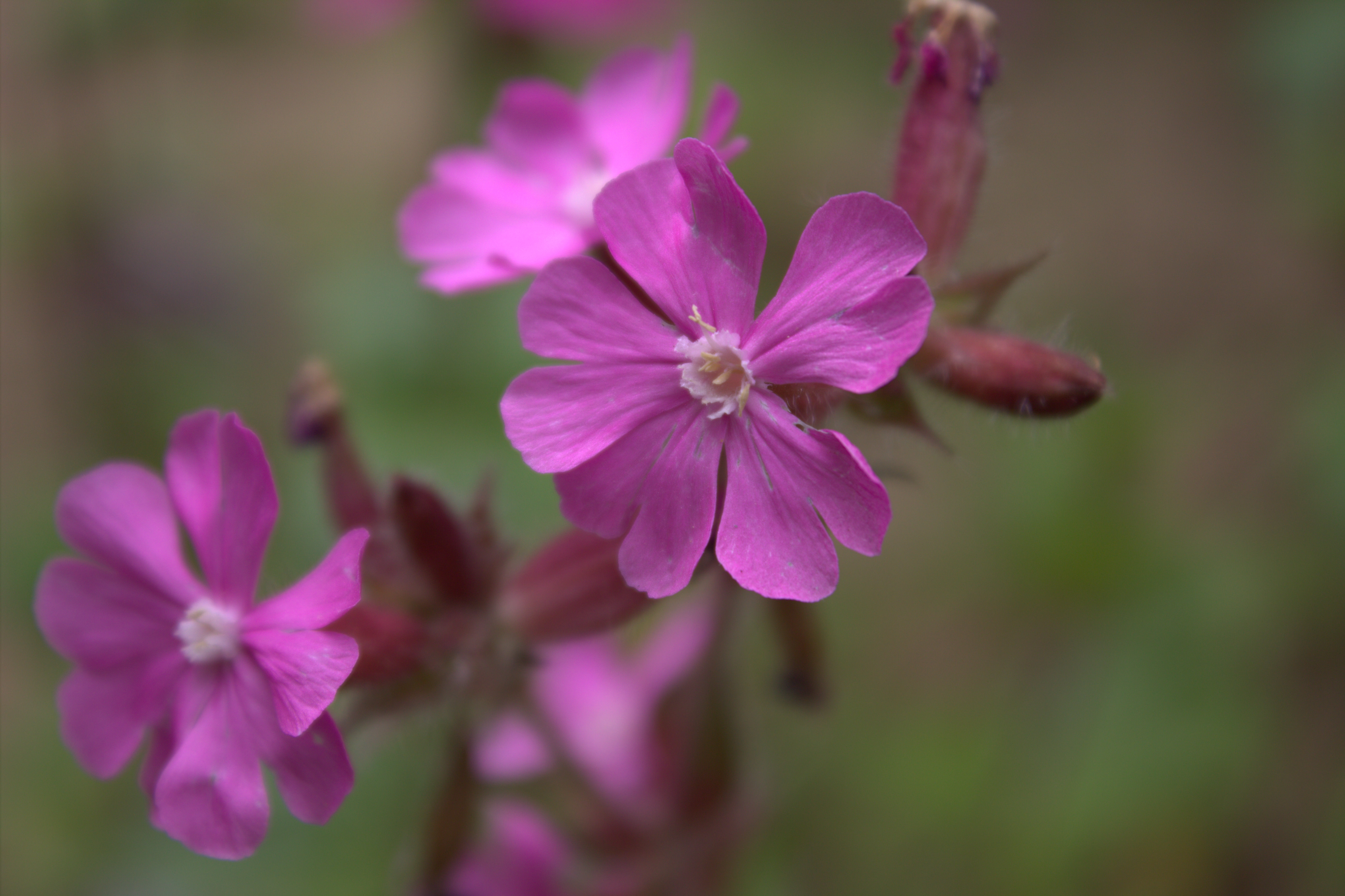
Silene Dioica